# Garça (São Paulo)
Garça é um município do estado brasileiro de São Paulo, conhecida também como "Sentinela do Planalto". Conta com 43.115 habitantes, em 2024, segundo o IBGE, distribuída numa superfície de 556 km2. Garça é conhecida por seus cafezais, pela ferrovia que cortava o município e pela Festa da Cerejeira, que é realizado todos os anos nas proximidades do Lago Artificial Prof. J.K Willians. Hoje a cidade é conhecida como a "Capital da Eletroeletrônica". O município é formado pela sede e pelo distrito de Jafa.

## História
Em julho de 1916 partiu do município de Campos Novos Paulista uma caravana de aproximadamente 20 pessoas, chefiadas pelo Dr. Labieno da Costa Machado. Em terras ainda selvagens, a comitiva se instalou às margens do Rio do Peixe. Ao descobrir um novo afluente, mudaram o rumo, seguindo o curso do novo rio, denominado mais tarde Ribeirão da Garça. A denominação se deu devido ao grande número dessas aves no local. Fundado em 4 de outubro de 1924 (100 anos).
Foi um dos municípios que fizeram parte do ciclo do café no início do século XIX. A cidade se originou de dois núcleos distintos: o primeiro formado por Labieno (Labienópolis), e o segundo por Carlos Ferrari (Ferrarópolis). A instalação como município se deu em 5 de maio de 1929.
Inicialmente o município foi denominado como Incas e, posteriormente, Italina, recebendo finalmente a denominação de Garça devido a um ribeirão que cruzava o futuro município. A instalação do município se deu em 5 de maio de 1929, com a comarca do município sendo efetivada em 12 de outubro de 1935.

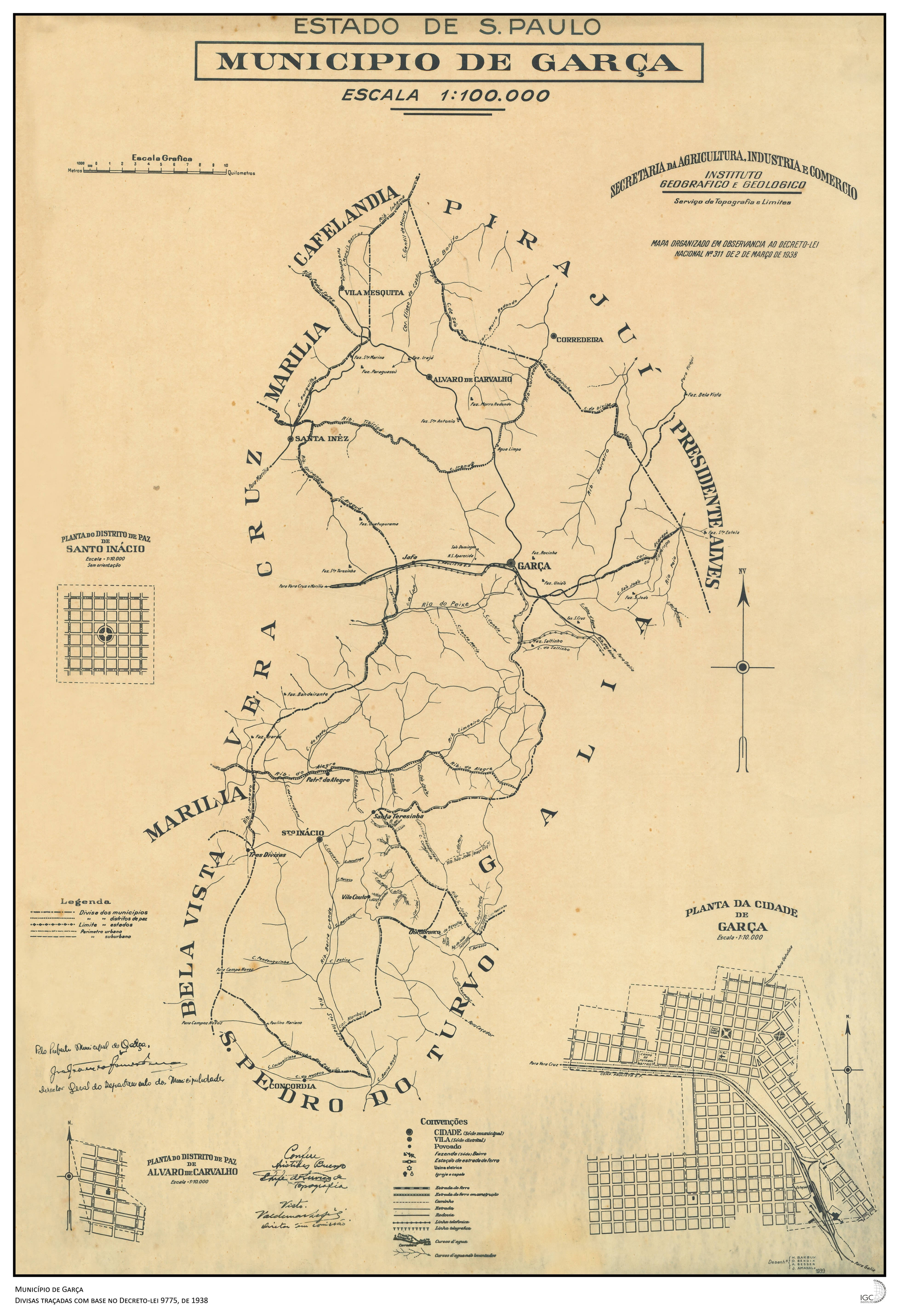
Mapa de Garça (1938).

Garça foi, ao longo do século XX, um dos principais polos de produção cafeeira do Brasil. Em 21 de abril de 1962, o município viu nascer em seu território uma das mais importantes cooperativas cafeeiras do Brasil: a Garcafé (Cooperativa dos Cafeicultores da Região de Garça). Atuando fortemente na representação de classe do setor cafeeiro, com líderes como Jaime Nogueira Miranda, a Garcafé ajudou a fortalecer a imagem do município nacional e internacionalmente, como um dos principais produtores de café do Brasil.

## Geografia
O município de Garça situa-se na região centro-oeste do estado de São Paulo (a 415 km da capital), ao longo do espigão onde nascem duas importantes microbacias hidrográficas, Peixe e Aguapeí, propiciando abundante presença de matas, grotões e mais de 80 cachoeiras de alturas variadas. Apresenta ótimo potencial turístico, com 18,5 hectares de Mata Atlântica preservada dentro da cidade (Bosque Municipal) e um número significativo nas propriedades rurais adjacentes.

### Clima
Clima: Subtropical;
Temperatura: máxima 28,5 °C - mínima 17,8 °C;
Índice Pluviométrico: 1.274,4 mm/ano.
Período mais quente de dezembro a março, com temperatura oscilando entre 25 a 30 °C, coincidindo com a época mais chuvosa do ano, temperatura mais amena entre os meses de abril e julho.

### Topografia
Ondulada, sendo a sua maior área localizada em território de espigões, onde se dão grande quantidade de pequenos ribeirões ou riachos, convergindo todos para a formação dos Rios do Peixe, Tibiriçá e Feio.

### Tipos de Solo
Podzolico - Variação Marília.

### Vegetação
A região garcense é caracterizada por luxuriante vegetação rasteira, predominando as gramíneas, sendo que a vegetação anterior era constituída pela Floresta Latifoliada Tropical, com predomínio das essências florestais conhecidas vulgarmente como peroba, guarantã, pau-d'alho, cabreúva, ipê e outras.

### Hidrografia
- Rio do Peixe
- Rio Aguapeí
- Rio Tibiriçá

### Rodovias
- BR 153 - Rodovia Transbrasiliana
- SP-294 - Rodovia Com. João Ribeiro de Barros
- SP-349 - Rodovia Pref. Francisco de Assis Bosque
- SP-349 - Rodovia Antônio Marangão
- SP-333/SP-300 - Rodovia Marechal Rondon
- SP-293/SP-225/SP-228 - Rodovia Castelo Branco

| De Garça á          | Tempo de Viagem | Distância (km) |
| São Paulo (Capital) | 4h e 33min      | 415            |
| ------------------- | --------------- | -------------- |
| Campinas            | 3h e 48min      | 330            |
| Brasília            | 11h e 07min     | 1180           |
| Bauru               | 53 min          | 76             |
| Marília             | 30 min          | 34             |

### Ferrovias
- Linha Tronco Oeste da antiga Companhia Paulista de Estradas de Ferro[8]
- Variante Bauru-Garça da antiga Fepasa[9]

## Demografia

### População
| Crescimento populacional                             | Crescimento populacional | Crescimento populacional | Crescimento populacional |
| Ano                                                  | População Total          |                          | %±                       |
| ---------------------------------------------------- | ------------------------ | ------------------------ | ------------------------ |
| 1934                                                 | 24 499                   |                          | —                        |
| 1937                                                 | 26 192                   |                          | 6,9%                     |
| 1940                                                 | 33 410                   |                          | 27,6%                    |
| 1946                                                 | 65 819                   |                          | 97,0%                    |
| 1950                                                 | 42 912                   |                          | −34,8%                   |
| 1958                                                 | 37 808                   |                          | −11,9%                   |
| 1960                                                 | 38 274                   |                          | 1,2%                     |
| 1970                                                 | 37 358                   |                          | −2,4%                    |
| 1980                                                 | 39 926                   |                          | 6,9%                     |
| 1991                                                 | 41 492                   |                          | 3,9%                     |
| 2000                                                 | 43 162                   |                          | 4,0%                     |
| 2010                                                 | 43 115                   |                          | −0,1%                    |
| 2022                                                 | 42 110                   |                          | −2,3%                    |
| Est. 2024                                            | 43 115                   | [ 10 ]                   | 2,4%                     |
| Fontes: Censos Demográficos IBGE e Estimativas SEADE |                          |                          |                          |

## Política e administração
- Prefeito: Faneco (PL)
- Vice-prefeita: Patrícia Marangão (NOVO)
- Presidente da câmara municipal: Raquel Sartori (PL)
- Vereadores:

1. Adhemar Marcondes Filho (Republicanos)
2. Dr. Marcelo Miranda (MDB)
3. Marquinho Moreira (Republicanos)
4. Pedro Santos (PL)
5. Leandro Marino (NOVO)
6. Paulo André Faneco (NOVO)
7. Raquel Sartori (PL)
8. Elaine Oliveira (PSD)
9. Sargento Neri (PL)
10. Lico (PP)
11. Luizinho Barbeiro (PRD)
12. Marcelo Zanoti (Podemos)
13. Verinha Venda Seca (DC)

### Lista de Prefeitos Eleitos
| Prefeitos                              | Partido | Vice-Prefeito                                     | Partido | Mandato     |
| -------------------------------------- | ------- | ------------------------------------------------- | ------- | ----------- |
| Antônio Augusto Andrade Nogueira       |         | Moysés Carvalho Junqueira                         |         | 1929 - 1930 |
| Joaquim Marcello Aristócles de Almeida |         |                                                   |         | 1930 - 1931 |
| Jurandyr Ubirajara de Castro Guimarães |         |                                                   |         | 1931 - 1931 |
| Gumercindo Pereira Reis                |         |                                                   |         | 1931 - 1932 |
| Tenente José Ribeiro                   |         |                                                   |         | 1932 - 1932 |
| Jurandyr Ubirajara de Castro Guimarães |         |                                                   |         | 1932 - 1932 |
| João Carlos Nouguês                    |         |                                                   |         | 1932 - 1933 |
| Armindo Marcondes de Macedo            |         |                                                   |         | 1933 - 1933 |
| Camilo de Souza Castro                 |         |                                                   |         | 1933 - 1933 |
| João Carlos Nouguês                    |         |                                                   |         | 1933 - 1936 |
| Hilmar Machado de Oliveira             |         |                                                   |         | 1936 - 1941 |
| Francisco Pereira de Mello Júnior      |         |                                                   |         | 1941 - 1941 |
| Durval Alves de Souza                  |         |                                                   |         | 1941 - 1945 |
| Jurandir Ferraz Rolin                  |         |                                                   |         | 1945 - 1945 |
| Luiz Campos Aranha                     |         |                                                   |         | 1945 - 1945 |
| João Gruzzo Filho                      |         |                                                   |         | 1945 - 1945 |
| Luiz Campos Aranha                     |         |                                                   |         | 1946 - 1946 |
| Joaquim Ribeiro do Val                 |         |                                                   |         | 1947 - 1947 |
| Hilmar Machado de Oliveira             |         | Antônio Gomes de Matos                            |         | 1948 - 1949 |
| Antônio Gomes de Matos                 |         |                                                   |         | 1949 - 1949 |
| Silviano Pereira de Andrade            |         |                                                   |         | 1949 - 1951 |
| Rafael Paes de Barros                  |         |                                                   |         | 1952 - 1959 |
| Manoel Joaquim Fernandes               |         |                                                   |         | 1956 - 1959 |
| Rafael Paes de Barros                  |         |                                                   |         | 1960 - 1963 |
| Pedro Valentim Fernandes               |         | Doutor José Alfredo de Oliveira Lima              |         | 1964 - 1969 |
| Julinho Marcondes de Moura             | PMDB    |                                                   |         | 1969 - 1973 |
| Jaime Nogueira Miranda                 |         | Interventor Federal                               |         | 1970 - 1977 |
| Francisco de Assis Bosquê              |         | Ary Marino Filho                                  |         | 1977 - 1982 |
| Ary Marino Filho                       |         |                                                   |         | 1982 - 1983 |
| Julinho Marcondes de Moura             | PMDB    | José Panza Neto                                   |         | 1983 - 1988 |
| José Panza Neto                        | PMDB    | Antônio Marangão                                  | PSDB    | 1989 - 1992 |
| José Alcides Faneco                    | PSDB    | Luiz Carlos Belline                               |         | 1993 - 1996 |
| Julinho Marcondes de Moura             | PMDB    | Antônio Marangão                                  | PSDB    | 1997 - 2000 |
| José Alcides Faneco                    | PSDB    | Manoel Frederico Abido Galdino de Carvalho (Lico) | PTB     | 2001 - 2004 |
| José Alcides Faneco                    | PSDB    | Manoel Frederico Abido Galdino de Carvalho (Lico) | PTB     | 2005 - 2008 |
| Cornélio Cezar Kemp Marcondes          | PR      | Rodrigo de Sá Funchal de Barros                   | PT      | 2009 - 2012 |
| José Alcides Faneco                    | PSDB    | Marcos Lopes Miranda                              | PMDB    | 2013 - 2016 |
| João Carlos dos Santos                 | DEM     | Cassiano Pelegrini de Souza                       | PROS    | 2017 - 2020 |
| João Carlos dos Santos                 | DEM     | Flávio Aparecido Peres                            | MDB     | 2021 - 2024 |
| José Alcides Faneco                    | PL      | Patrícia Morato Marangão                          | NOVO    | 2025 - 2028 |

| Presidentes                  | Período     | Presidentes                       | Período     |
| ---------------------------- | ----------- | --------------------------------- | ----------- |
| Prudente de Moraes Sampaio   | 1929        | João Truzzi                       | 1983 a 1984 |
| Thessalônico A. Nascimento   | 1936        | João Alexandre Colombani          | 1985 a 1986 |
| Fidélis Furquim              | 1937        | Antonio Rodolfo Devito            | 1987 a 1988 |
| Joaquim Ribeiro do Val       | 1949        | André Luiz Gavioli Rodrigues      | 1989 a 1990 |
| Antônio Gomes de Mattos      | 1949        | Gilberto Garcia                   | 1991 a 1992 |
| Rafael Paes de Barros        | 1949        | Luiz Kunita                       | 1993 á 1994 |
| Pedro Afonso de Oliveira     | 1950 a 1951 | Joaquim Sérgio Pereira            | 1995 a 1996 |
| José Artigas                 | 1952        | Cornélio C.K. Marcondes de Moura  | 1997 a 1998 |
| Pedro Afonso de Oliveira     | 1953        | Manoel F. A. Galdino de Carvalho  | 1999 a 2000 |
| José Artigas                 | 1954        | Maurício Massao Ogawa             | 2001 a 2002 |
| Clóvis Dantas Ramalho        | 1955        | Washington Pereira Araújo         | 2003 a 2004 |
| João Tarora                  | 1956 á 1957 | Adamir Maurício de Barros         | 2005 a 2006 |
| Renato V. B. Rocha           | 1958        | Pedro Henrique Scartezini         | 2007 a 2008 |
| Mário Sallowicz              | 1959        | Patrícia Morato Marangão          | 2009 a 2010 |
| João Miguel Chaves           | 1960        | Afrânio Carlos Napolitano         | 2011 a 2012 |
| João Tarora                  | 1961        | Francisco N. C. Chistóforo Junior | 2013 a 2014 |
| Pedro Afonso de Oliveira     | 1962        | Adamir Maurício de Barros         | 2015 a 2016 |
| Odilon Izar                  | 1963        | José Pedro dos Santos Soares      | 2017 a 2018 |
| Veríssimo Fernandes Barbeiro | 1964        | Wagner Luiz Ferreira              | 2019 a 2020 |
| João Miguel Chaves           | 1965        | Rafael José Frabetti              | 2021 a 2022 |
| Carlos Alceu Junqueira       | 1966        | Rodrigo Gutierres                 | 2023 a 2024 |
| Veríssimo Fernandes Barbeiro | 1967 a 1968 | Maria Raquel Sartori da Silva     | 2025 a 2026 |
| Mauro Moraes                 | 1969        |                                   |             |
| João Miguel Chaves           | 1970 a 1971 |                                   |             |
| Martinho Funchal de Barros   | 1972        |                                   |             |
| Veríssimo Fernandes Barbeiro | 1973 a 1974 |                                   |             |
| Paulo Renato A. de Souza     | 1975 a 1976 |                                   |             |
| José Carlos O. de Lima       | 1977 a 1978 |                                   |             |
| Luiz Botino Júnior           | 1979 a 1980 |                                   |             |
| Luiz Carlos Belline          | 1981 a 1982 |                                   |             |

### Subdivisões
| Vila Araceli                   | Jardim Frei Aurélio Di Falco | Bairro Cascata             | Ferrarópolis              |
| Labienópolis                   | Estação Velha                | Hilmar Machado             | Alfredo Cotait            |
| Jardim Brasil                  | Jardim Nova Garça            | Jardim Cafezal             | Jardim Centenário         |
| Jardim dos Eucaliptos          | Jardim Gisele                | Jardim João Paulo II       | Jardim Mondiant           |
| Jardim Sol Nascente            | Jardim Morada do Sol         | Jardim Paineiras           | Jardim Paulista           |
| Jardim São Lucas               | Jardim Monte Verde           | Jardim São Benedito        | Jardim João Zapata        |
| Jardim São Rafael              | Jardim José Ribeiro          | Jardim Eco Ville           | Vila Williams I           |
| Vila Williams II               | Vila Williams III            | Vila Mariana               | Parque Real               |
| Residencial dos Comerciários   | Jardim Imperador             | Residencial Portal do Lago | Jardim Adrianita          |
| Vila Salgueiro                 | Alto Cafezal                 | Vilota São José            | Jardim Aeroporto          |
| Jardim Europa                  | Dream Village Eco Park       | Residencial Gran Vilaggio  | Jardim João Serapião      |
| Residencial Quinta da Baronesa | Parque dos Ipês              | Jardim José de Andrade     | Takeo Toyota              |
| Vila Rebelo                    | Guanabara                    | Parque Santa Maria         | Residencial do Bosque     |
| Jardim Le Sorelle              | São José dos Bonini          | Residencial Três Marias    | Residencial Santa Maria   |
| Jardim Morumbi                 | Residencial Cincinatti       | Jardim das Cerejeiras      | Residencial Dr Daniel Uvo |

#### Zona Industrial
Garça conta com três Distritos Industriais/Empresariais e uma Incubadora de Empresas. Dois deles, o Distrito Prefeito Pedro Valentim e Lúcio de Oliveira Lima Sobrinho, estão localizados na principal avenida da cidade, a Avenida Labieno da Costa Machado. Já o terceira fica às margens da Rodovia Comandante João Ribeiro de Barros - SP 294, Distrito Empresarial Carlos Augusto Teixeira Pinto. Em Garça há variadas empresas de diferentes segmentos como alimentos, eletroeletrônica, construção, TI, dentre outros segmentos.

## Economia
Após um longo período com importante participação no chamado Ciclo do Café, atualmente Garça também conta com grande participação do setor industrial, principalmente no segmento eletroeletrônico, ostentando o título de "Capital da Eletroeletrônica". Suas maiores empresas são do segmento de automatizadores de portas e portões, segurança eletrônica e materiais elétricos (Emplac, Eletroplac, RCG, PPA, Garen, Ipec, Containers Garça e entre outras). Além de empresas no segmento de alimentos e bebidas (Massas Paulista, Farinha Deusa, Candy Master, RB Alimentos, Distribuidora de Bebidas Garça que tem como Refrigerantes São José, Leda e Ice Cola, entre outras empresas). No setor de química industrial ganham destaque as empresas Teixeira Pinto, Henlau, Oleoquímica Brasil e Motriz. Já no setor de desenvolvimento de sistemas, destacam as empresas Full Time, Systh, Dataplace e Neemo/Linx.

### O Café
A história começou no final do século XIX, quando os primeiros cafeicultores vieram. Em busca de oportunidades, aqueles pioneiros identificaram a região como adequada para o cultivo do café. Outros cafeicultores chegaram em seguida e, em pouco tempo, as lavouras se multiplicaram.
As grandes fazendas que surgiram na Região de Garça precisavam de trabalhadores. E eles vieram aos milhares. As lavouras de café deram origem a povoados. Os povoados viraram vilas e as vilas se tornaram cidades. O legado dos pioneiros está presente em todos os 14 municípios que formam a região.
A região possui cerca de 800 propriedades agrícolas que produzem café. Juntas, elas colhem em média de 600 mil sacas por ano. Esse volume faz da Região de Garça uma das mais importantes da cafeicultura paulista.
A maioria das propriedades é de pequeno ou médio porte. O relevo levemente ondulado favorece a mecanização e o clima contribui para a qualidade do café. A água é um dos grandes recursos. Da região nascem muitos rios que irrigam os campos e abastecem as cidades do Oeste Paulista.
Nos últimos 20 anos, a cafeicultura da região se modernizou: novas cultivares foram plantadas, a produtividade aumentou e foram feitos grandes investimentos com foco na qualidade. Profissionais qualificados cuidam da gestão e do manejo das lavouras. Em 2022 o café produzido na região de Garça obteve reconhecimento de Indicação Geográfica, uma Indicação de Procedência concedida pelo Inpi, órgão vinculado ao Ministério da Economia.
Municípios que fazem parte da região: Álvaro de Carvalho, Alvinlândia, Duartina, Fernão, Gália, Garça, Guarantã, Júlio Mesquita, Lucianópolis, Lupércio, Marília, Ocauçu, Pirajuí e Vera Cruz.

### Empresas fundadas em Garça
Candy Master Alimentos
Fundada em 16 de fevereiro de 2015, a Candy Master foi fundada pelos sócios Leandro Kodani de Oliveira e Hitler Pfeifer, Victor Pfeifer Junior e Maristela Pfeifer. A empresa busca atender ás empresas que necessitam de matéria-prima de qualidade, como as indústrias de alimentos, panificadoras, confeitarias, sorveterias, restaurantes e entre outras. Os produtos da Candy Master são os Amendoins torrados sem pele e os com pele, amendoim torrado com casca, mistura de farinha com paçoca, pasta de amendoim entre outros produtos.
Connect ID -
A Connect ID fui fundada em 2016 por Gustavo Macedo que anteriormente era conhecida por ICM CONNECT, é uma empresa que atua no ramo de Segurança Patrimonial, Automação, Aferição de Recursos Elétricos e Hídricos e também Rastreamento veicular de ativos, objetos e pessoas. Atendendo Empresas e pessoas fisicas. Temos como missão proporcionar uma experiência de qualidade com soluções de monitoramento inteligente, proteção, conforto e segurança para todos os nossos clientes.
Container Garça
Fundada pelo Sr. Edilson, ex-mestre de obras, quando teve a ideia de substituir a famosa casinha de pedreiro por uma estrutura mais segura, sua ideia foi criar uma casinha feita de aço, mais não tinha como transporta-la, então desenvolveu-a com engate para ser encaixada em qualquer carro comum. Começando a produzir somente para os construtores de Garça, Marília e região, Sr. Edilson então não parou de construí-las para a locação, com o crescimento recebeu pedidos de várias cidades do Brasil. Preocupada com o aspecto ambiental a Container Garça foca em produtos ecologicamente corretos. A fábrica fica localizada em Garça, com uma produção mensal de 400 containers almoxarifados.
Deusa Alimentos
Em 1944 nasce a Farinha Deusa, fundada pelo Sr. Rosário. Ao encontrar em uma capa de revista uma mulher com empunhando ao alto de uma tocha, tendo sobre sua cabeça uma estrela cintilante, o Sr. Rosário encontrou o nome e a forma definitiva para seu produto, a marca Deusa. Marca que até hoje é símbolo de confiabilidade, segurança e tradição. Após seu falecimento em 1963, a Farinha Deusa torna-se a Indústria de Alimentação Monjolinho - Deusa Alimentos. Hoje a empresa emprega cerca de 200 funcionários, além de 300 empregos indiretos. A empresa atende consumidores dos estados de São Paulo, Paraná, Santa Catarina, Minas Gerais, Mato Grosso e Mato Grosso do Sul, além de atender também os países como o Japão, Portugal e Estados Unidos.
Ecodecor Tintas e Revestimentos
A Ecodecor é uma franquia de sucesso no mercado de revestimento e decoração de paredes. Foi fundada no ano de 2011, por Carlos Eduardo Rocha. A empresa é pioneira em papel de parede líquido, sendo a primeira a obter o Certificado Europeu de Qualidade. Seguindo a tendência de sustentabilidade, a Ecodecor vem conquistando cada vez mais clientes por oferecer produtos e serviços que unem beleza e respeito ao meio ambiente. A empresa tem como atividade principal a comercialização e distribuição nacional e internacional de produtos para decoração de parede e de acabamento para área da construção civil. 
O produto número um da empresa é o conhecido Ecopaper, é um revestimento a base de seda, algodão, madeira e substâncias extraídas da natureza. Criado em 1997, originário do leste europeu e hoje vendido em mais de 120 países. Ecopaper hoje é vendido e comercializado através da rede de Lojas Ecodecor, Lojas de Tintas credenciadas e Representantes do produto. A empresa possui mais de 100 unidades no Brasil, além de unidades nos Estados Unidos, Argentina, França e Bolívia.
Emplac
A Emplac foi fundada em 2007, na cidade de Garça. Atuando na área da produtos elétricos, a empresa fica situada em um dos Distritos Empresariais da cidade. A empresa produz autotransformadores, filtros de linha, painéis de comando, plafons, trava eletromagnética, entre vários outros. Um diferencial da empresa é o incentivo nas ações de respeito ao meio ambiente enviando para a reciclagem todos os resíduos gerados em sua linha de produção. todos os resíduos gerados em sua linha de produção. A empresa participa do programa Ecooar de reflorestamento, onde cada arvore plantada retêm CO2 durante seu crescimento.
Full Time
Com mais de 10 anos no mercado de monitoramento e rastreamento, a FullTime, tem tecnologias voltadas para web e mobile. Atualmente a sua sede fica situada em Garça, onde atende toda a América Latina. A empresa tem produtos como o FullArm, aplicativo que integra rastreamento, monitoramento e automação. FullCam, FullCenter entre vários outros produtos neste conceito.
Garen Automação
A Garen nascem em 2011 em Garça, hoje é uma das maiores empresas do setor de automatização do Brasil. A empresa produz várias praticidades para automatizadores de portão, cerca elétrica, cancelas automáticas, fechaduras, portas automáticas entre vários outros produtos. Situada com seu polo industrial em Garça a empresa está presente em todo o Brasil e América Latina. Em 2021, a empresa investiu no marketing e anunciou a dupla sertaneja César Menotti & Fabiano como garotos propaganda da empresa. Em 2024, anunciou o ator Felipe Titto como garoto propaganda da marca.
Grupo PPA
A PPA tem 35 anos de história, tendo como fundador e presidente Flávio Aparecido Peres, e como diretor Samuel Peres. A empresa é pioneira no ramo de segurança eletrônica, levando os produtos para toda o Brasil, América Latina e Central, Caribe, Estados Unidos e Europa. A PPA produz desde automatizadores de portão, como alarmes, CFTV e acessórios. Por vários anos a empresa patrocinou o programa esportivo Globo Esporte, para a região centro-oeste paulista, pela TV TEM Bauru. Em 2020, a empresa lançou o Grupo PPA, adquirindo as marcas Citrox, Celtron e criando a marca PPA Care, com soluções na área da saúde. Em 2023, anunciou a apresentadora Renata Fan como garota propaganda da marca.
Henlau Química
A Henlau foi fundada no ano de 1988, em Garça, onde hoje tem sua fábrica em um dos distritos empresarias da cidade, a empresa oferece produtos ecologicamente corretos para a limpeza industrial, tratamento de torres e caldeiras, limpeza automotiva, protetores solares, repelentes e cremes de proteção. A empresa fabrica vários produtos biodegradáveis sempre se preocupando com o meio ambiente.
IPEC Eletrônica
A empresa começou suas atividades na Incubadora de Empresas de Garça, em 1991, Vanderley Cirilo um dos fundadores apostou no seu conhecimento adquirido após trabalhar em um indústria do setor e começou a fabricar acessórios simples para serem acoplados em produtos de segurança e automação. Após uns anos Vanderley convidou seu irmão Alexandre Cirilo para implantar o departamento de Marketing e vendas da empresa, onde o mesmo gerenciou o crescimento da empresa em todo o Brasil e América Latina. Hoje a IPEC fica situada no Distrito Empresarial da cidade e tem mais de 150 colaboradores diretos e indiretos. Em dezembro de 2010 os irmãos Cirilo fundaram a MTRONIC empresa irmã da IPEC. A empresa hoje produz cerca de 120 produtos, atendendo mensalmente mais de 900 atacadistas em todo Brasil, além de exportar seus produtos para países como Chile, Venezuela, México, Argentina, Costa Rica e República Dominicana.
Mac Loren
A Mac Loren foi fundada em 1976, por José Lourenço, a empresa foi uma das primeiras indústrias metalúrgicas da região. Inicialmente era fabricado apenas um produto, o tradicional e conhecido pulverizador de ar P01, até hoje um campeão de vendas. Atualmente tem extenso leque de produtos que conta com mais de 200 opções nas linhas de ar comprimido, horticultura e jardinagem, conexões, irrigação, torneiras, válvulas, almotolias e utilidades. Teve também a expansão para os segmentos de horticultura e jardinagem, incluindo novos produtos como válvulas e torneiras. 
Massas Paulista
A Massas Paulista atua no setor de alimentos desde 1946 sob gestão da família Zancopé. Situada em Garça, a empresa é uma das maiores no ramo de alimentos na região. Funcionando 24 horas por dia, a empresa produz cerca de 5 mil toneladas por mês em diferentes tipos de massas. A indústria mantém parceria com empresas reconhecidas internacionalmente como a Nestlé do Brasil (Maggi), Nestlé Chile, Nestlé Guatemala, Kraft Heinz do Brasil (Mac & Cheese), assim como cozinhas industriais e demais segmentos do mercado.
Motriz Química
A Motriz nasceu em 2012 com o propósito de ajudar empresas a melhorar suas performances e resultados através de Produtos Químicos com qualidade. Hoje a empresa conta com uma sede própria no Distrito Industrial de Garça gerando vários empregos na cidade.
Oleoquímica Brasil
A empresa surgiu em 17 de julho de 2003, com a ideia de atender o mercado de representação, a decisão em fabricar os próprios produtos surgiu a necessidade de montar a própria unidade fabril, controlando assim a qualidade dos produtos. O início da produção industrial aconteceu no ano de 2005, em seguida no ano de 2008 a Oleoquímica construiu sua sede própria. Hoje a empresa está entre as maiores no seguimento químico da região.
RB Alimentos
A empresa está instalada no distrito empresarial de Garça com uma área de 6 mil metros quadrados. A história tem início com Roberto Quartim e Barros e sua esposa Silvia, com um volume de frutas, passou a comercializar em supermercados da região. Aos poucos a RB foi colocando seu nome no mercado, hoje a RB alimentos está presente em diferentes ramos de atuação, varejo, atacado, buffet, restaurantes e cozinhas industriais. Hoje a empresa produz vários tipos de geleias, doce de leite cremoso, pasta de amendoim entre vários outros tipos de alimentos.
RCG
A RCG é uma das maiores empresas no ramo de segurança eletrônica do Brasil. Situada no polo industrial de Garça a empresa produz produtos, como luminárias de LED, reatores eletromagnéticos, autotransformadores, filtros de linha, caixas de passagem, rack organizador, mais o destaque são os automatizadores de portão. Hoje a RCG tem distribuidores por todo o Brasil.
Systh Sistemas e Tecnologia
A Systh é um empresa de TI, com mais de 15 anos no mercado, nasceu com a ideia de integrar e compartilhar informações e soluções. Oferece a facilidade de controle nos processos das empresas, infraestrutura e consultoria. As soluções da empresa é o ERP CSBEES, Consultoria ERP, S-Web e o Stinger 4.0.
Teixeira Pinto Química Industrial
Com cerca de 38 anos de atuação no mercado, a Teixeira Pinto, é pioneira na fabricação de produtos químicos de alta concentração, máquinas aplicadoras de produtos químicos. A empresa fica situada no Distrito Industrial Prefeito Pedro Valentim, na cidade de Garça. O Grupo Teixeira Pinto é composto também pela Ecocompany, produtos para uso racional da água, e a Skim Jet, equipamentos para lavagem mecanizada.
Veltter Engenharia e Manutenção
Fundada em 2009, por Alex Alves dos Santos, a Veltter tinha como base a manutenção de equipamentos de refrigeração. Atualmente a Veltter é pioneira em soluções de engenharia empregando tecnologia no setor de serviços em diversas áreas, desde engenharia de manutenção, projetos de engenharia HVAC, Engenharia Civil, Estruturas Metálicas e Poços Artesianos. No ano de 2023, a empresa conseguiu a certificação ISO 9001. 

## Infraestrutura

### Transportes
Rodoviário
O terminal rodoviário de passageiros serve o município com linhas regulares para as principais cidades do estado e do Brasil. As empresas que servem a cidade são Turismar, Piracicabana, Expresso Adamantina e Guerino Seiscentos.
Ferroviário
Garça possui duas estações ferroviárias (Garça e Jafa), embora ambas estejam desativadas como terminais de passageiros desde 2001, quando circularam os últimos trens de longa distância.
Aéreo
- Aeroporto de Garça - pista com 1200 metros de terra batida e sinalizada
- Aeroporto de Vera Cruz - pavimentado, com linhas regulares
- Aeroporto de Marília - pavimentado, com linhas regulares
- Aeroporto de Bauru - pavimentado, com linhas regulares

Urbano
Garça conta com a empresa Raptur - Rápido Transporte Coletivo de Garça servida por linhas regulares. A sua frota é de 32.255 veículos segundo o IBGE. Garça conta ainda com cerca de 95% das vias públicas da cidade pavimentadas, uma área urbana arborizada, cerca de 1.200 estabelecimentos comerciais e um Distrito (Jafa).

### Segurança
- 4ª Companhia da Polícia Militar - Responsável pela segurança de Garça e oito cidades da região
- 2 Delegacias - 1º Distrito Policial e Delegacia da Mulher (DDM) / Ciretran
- Posto do Grupamento de Corpo de Bombeiros
- Tiro de Guerra 02-014 - Exército Brasileiro

### Saúde
Garça conta atualmente com o Hospital São Lucas (Irmandade da Santa Casa de Misericórdia de Garça), uma UPA (Unidade de Pronto Atendimento), uma Unidade do SAMU (Serviço de Atendimento Móvel de Urgência), cerca de 12 USFs (Unidade de Saúde da Família) distribuídas pelas regiões da cidade, conta com o CEO (Centro de Especialidades Odontológicas) e o NASF (Núcleo de Apoio á Saúde da Família).

### Comunicações
Telefonia
O sistema de telefones automáticos foi inaugurado na cidade pela Companhia Telefônica Brasileira (CTB) em 1970. Já o sistema de discagem direta à distância (DDD) foi implantado em 1975 pela Telecomunicações de São Paulo (TELESP) com o código de área (0144).
Na década de 90 o código DDD da cidade foi alterado para (014), para padronização do sistema telefônico com a telefonia celular que estava sendo implantada em todo o estado.
Internet
A cidade é atendida por diversos serviços de internet, sendo eles Life Fibra, Internet Way, Claro, Vivo, Aonet, Blueweb.
Sites de notícias
- Garça em Foco

Rádios
- Rádio Show 94,3 FM
- Rádio Nativa 96,5 FM
- Rádio Nova Alternativa 98,7 FM
- Rádio Campestre 104,5 FM
- Rádio Nova 102,5 FM

Canais de TV Digital;
- 4.1   RecordTV
- 13.1 TV Cultura
- 13.2 Univesp TV
- 13.3 Rede Alesp
- 15.1 RBI TV
- 16.1 Rede Vida
- 16.2 Rede Vida +
- 16.3 Rede Vida Educação
- 17.1 Band
- 24.1 SBT Central
- 26.1 TV TEM Bauru
- 48.1 RedeTV!

### Educação
Ensino Infantil
- CMEI AFAI Virgília Alves de Carvalho Pinto
- CMEI Patronato Juvenil Garcense
- CMEI Instituto Educacional Dona Maria Leonor
- Núcleo de Educação Infantil Andreia Morato Marangão
- Núcleo de Educação Infantil Remo Casarsa
- Núcleo de Educação Infantil Candida Soares de Souza
- Núcleo de Educação Infantil Inez Marangão
- Núcleo de Educação Infantil Karina Lopes Chiquini
- Núcleo de Educação Infantil Adriana Rebustini de Almeida da Silva
- Núcleo de Educação Infantil Pref. Julio Julinho Marcondes de Moura
- Núcleo de Educação Infantil Camila Cristina Nascimento Campos
- EMEI Profª Dinalva Peron Saraiva
- EMEI Profª Enedina Garrido Lucchiari
- EMEI Garcafé
- EMEI Irmã Maria Sofia Barat Boscher
- EMEI Profª Maria Helena Santos Miranda
- EMEI Maria Josefa Aguilar Zimiani
- EMEI Victor Hugo Guanaes de Freitas

Ensino Fundamental I
- EMEIEF Profª Claudia Maria Rodrigues Aronne
- EMEF Profº Edson José Puga
- EMEF Profº João Crisóstomo
- EMEF Manoel Joaquim Fernandes
- EMEF Maria do Carmo Pompeu Castro
- EMEF Profª Norma Mônico Truzzi
- EMEF Profº Orane Avelino de Souza
- EMEIEF Profª Samira El Adass
- EMEIEF Silvio Sartori

Ensino Fundamental II/Médio;
- EE Hatsue Toyota
- EEEI Profª Nely Carbonieri de Andrade
- EE Hilmar Machado de Oliveira
- EE Profº Alcyr da Rosa Lima
- EE Profª Norma Mônico Truzzi
- EE Profª Lydia Yvone Gomes Marques

Escolas de Ensino Privado;
- Colégio Antares
- Colégio CSA
- Colégio Lumen
- Escola SESI-SP CE 267 - Flávio Aparecido Peres

Ensino Superior Privado
- Associação Cultural e Educacional de Garça (FAEF)
- Faculdade Anhanguera Semipresencial/EAD
- UNIMAR - Universidade de Marília Garça Semipresencial/EAD
- UNICESUMAR/EAD

Ensino Superior Público
- FATEC Garça - Deputado Julio Julinho Marcondes de Moura
- ETEC Monsenhor Antônio Magliano
- ETEC Deputado Paulo Ornellas Carvalho de Barros - Escola Agrícola de Garça
- UNIVESP - Universidade Virtual do Estado de São Paulo

## Cultura e lazer
Garça conta com alguns clubes como o Garça Tênis Clube e o Grêmio Teatral Leopoldo Fróes, além de diversos bares, restaurantes e lanchonetes, principalmente na região do Lago Artificial J.K Willians, principal ponto turístico do município. A cidade possui o moderno Teatro Miguel Mônico que recebe os mais variados espetáculos e workshops para a região, inclusive através do Circuito Cultural Paulista e Circuito SESC de Artes. Ao lado do teatro encontra-se a Biblioteca Municipal com vasto acervo bibliográfico e a Escola Municipal de Cultura e Artes (EMCA), que proporciona aulas de instrumentos musicais, danças e teatro, além de promover festivais gastronômicos, musicais e artísticos. Também possui o Museu Histórico Pedagógico e a Galeria de Artes Edith Nogueira Santos com 191.53 m² com várias exposições diariamente. Também possui o Bosque Municipal Dr. Belírio Guimarães Brandão, ao lado do Lago Artificial, com vasta área de 18,50 hectares de Mata Atlântica preservada e com a exibição de animais silvestres. Aos redores do Lago Artificial é encontrado uma Arena de Futebol Society, jardim oriental, pista de skate, parquinho infantil e os diversos pedalinhos para passeio.

### MIT (Município de Interesse Turístico)
No ano de 2019, Garça foi contemplada com o título de município de interesse turístico que foi aprovado pela Assembleia Legislativa de São Paulo (Alesp), considerando que apenas 140 foram contempladas, em comparação aos 600 municípios que também pleitearam. Para que seja considerado de Interesse Turístico, a cidade deve ter atrativos turísticos, serviço médico emergencial, de hospedagem, de alimentação, informações turísticas e abastecimento de água potável e esgoto. A classificação garante o recebimento de cerca de R$ 600 mil por ano e pode impulsionar o desenvolvimento econômico na Sentinela do Planalto. No dia 29 de agosto de 2019 a cidade de Garça foi incluída no mapa do turismo brasileiro.

### Festa da Cerejeira

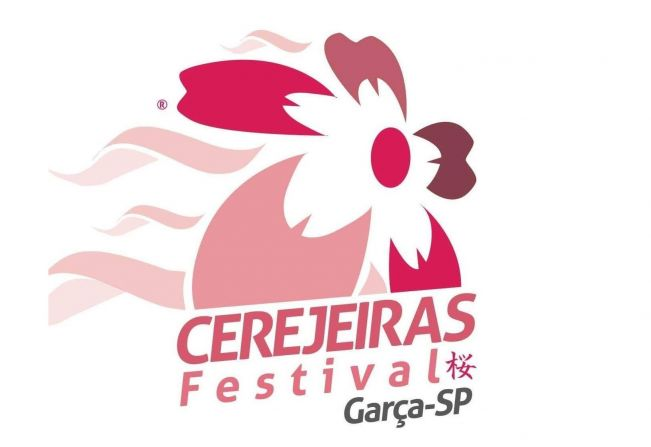
Logo oficial do Cerejeiras Festival (2017 - 2024)

Sendo forte a presença da colônia japonesa no Brasil, uma boa parte desses imigrantes se concentrou no município de Garça. As primeiras mudas de cerejeira foram trazidas para o Brasil pelos imigrantes japoneses, na década de 1930. Devido ao clima quente, elas somente conseguiram se desenvolver nos locais mais frios, especialmente no sul do país e no estado de São Paulo, e apresentando magníficas florações por ocasião da chegada da Primavera. Tendo sido uma iniciativa dos colonos japoneses em nosso país, é importante frisar que as cerejeiras estão sempre ligadas às suas colônias, e que raramente iremos encontrá-las onde não houver um grupo nipônico radicado. Assim, a Festa da Cerejeira representa um momento em que as tradições japonesas são lembradas e mantidas acesas mesmo em terras distantes.
Na década de 1970 foram trazidas diversas mudas de cerejeira para a cidade, através do Sr. Nelson Ichisato, conhecido como 'Pai das Cerejeiras', onde foram plantadas ao redor do Lago Artificial J.K Williams. A partir de 1986, a população garcense passou a celebrar a floração das cerejeiras - nos meses de junho e julho - e foi quando passou a acontecer a Festa da Cerejeira, que reúne anualmente nada menos que cerca de 300 mil visitantes. A festa é realizada sempre entre os meses de junho e julho, contando com atrações como enorme quantidade de barracas de culinária japonesa e artesanato, dança, artes marciais, parque de diversões, workshops de origami, taiko, cosplay, mangá e anime e shows diversos inclusive de artistas famosos de vários estilos, atraindo visitantes de todo o território nacional. Em 2017, iniciando a gestão do prefeito João Carlos dos Santos, a Festa da Cerejeira passou a se chamar Cerejeiras Festival, sendo gerida inicialmente pelo Conseb's Lago e depois PRODEN (Associação Garcense Pró-Desenvolvimento), no ano de 2018,  entrou no calendário nacional do turismo e foi eleita pelo consulado japonês do Brasil definitivamente o maior evento japonês do Brasil. Em 2025, ao início da gestão do prefeito Faneco, a o evento volta a chamar-se Festa da Cerejeira, com a ideia de resgatar as origens. 

### Outros eventos
Existem outros eventos tradicionais no município de Garça que atraem visitantes de toda a região, como o Garça Moto Rock realizado todos os anos no mês de abril, Festa das Nações que ocorre anualmente (oferece a gastronomia de diversos países aos visitantes e toda a renda é destinada para as entidades participantes no evento), os Encontros de Carros Antigos e as atividades no mês de maio onde é celebrado o aniversário do município, além da tradicional Festa do Peão de Boiadeiro de Garça que existe desde 1997. Além disso algumas entidades e os diversos clubes de serviços instalados no município promovem vários eventos e campanhas para a comunidade periodicamente.

### Complexo Cultural: Centro Integrado de Educação Polo Arte
O Centro Cultural possui uma agenda de espetáculos e eventos culturais significativo e importante tendo em vista que gera um fluxo turístico. Recebe espetáculos de fevereiro a novembro do Circuito Cultural Paulista. Há ainda espetáculos de ballet da Escola Municipal de Cultura Artística "Amélio Naná Zancopé", além de espetáculos da São Paulo Companhia de Dança. O Centro Cultural é de administração da SECULT - Secretaria de Cultura de Garça. Fazem parte do Centro a Biblioteca Municipal, Escola Municipal de Cultura Artística EMCA, Teatro Municipal Miguel Monico de Garça (417 lugares), audiovideoteca (70 lugares). Possui ainda atividades para o público infantojuvenil que atende Garça e região, sob agendamento. O Complexo está localizado na Avenida Rafael Paes de Barros, 582 em Vila Williams.

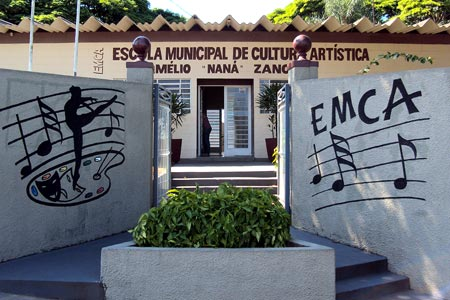
Fachada da Escola Municipal de Cultura Artística

### EMCA - Escola Municipal de Cultura Artística "Amélio Naná Zancopé"
A Escola Municipal de Cultura Artística foi inaugurada em 2003 e oferece a população cursos de música, dança, teatro, artes plásticas além de oficinas culturais, a partir de uma pequena e simbólica contribuição mensal, acessível a toda população, a escola sempre revela grandes talentos para o cenário artístico nacional e internacional. O EMCA tem uma estrutura moderna e tecnicamente adequada oferece inúmeras salas para desenvolvimento das atividades artísticas, ganham destaque na escola os grupos de Jazz Dance e Balé que já ganharam vários Prêmios no Brasil e também pelo Mundo.

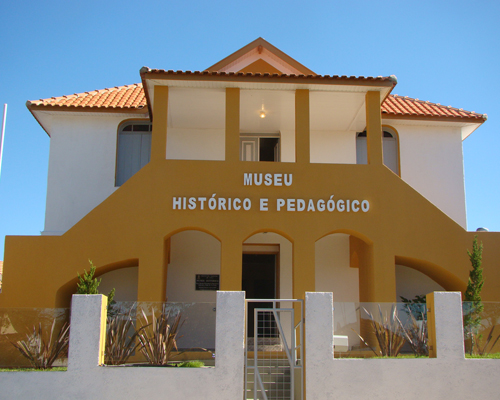
Museu Histórico de Garça

### Museu Histórico e Pedagógico de Garça
Inaugurado em 6 de maio de 1995, o Museu Histórico e Pedagógico de Garça está instalado no prédio que foi a primeira Escola Pública da cidade, denominada Grupo Escolar de Garça. O acervo foi formado inicialmente com as doações da família Labieno da Costa Machado, um dos fundadores da cidade, mas ao longo do tempo o museu recebeu doações de peças de outras famílias e particulares. No local também encontra-se a Galeria de Artes "Edith Nogueira".

### Igreja Matriz São Pedro Apóstolo

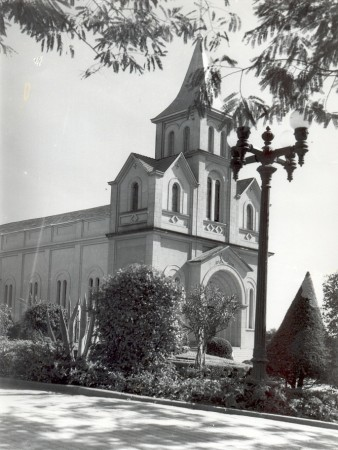
Igreja Matriz de Garça antigamente

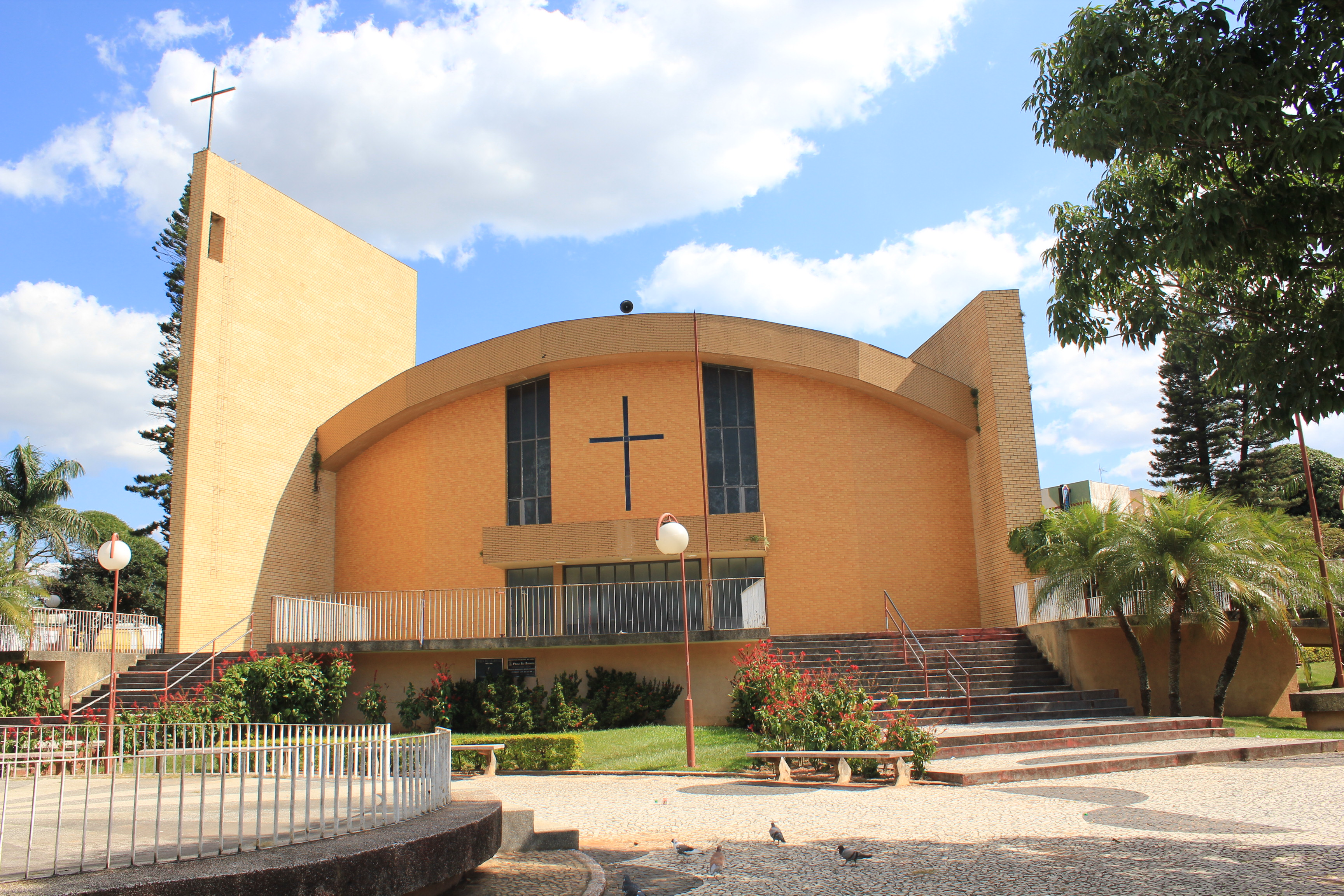
Igreja Matriz de Garça em 2010

A construção começou em 1934 e foi finalizada e entregue no dia 24 de dezembro de 1936, com a Missa de Natal, o terreno para a construção da  igreja foi doado por Carlos Ferrari a igreja passou por várias reformas em sua estrutura. Entre as décadas de 60 e 70 veio a demolição da igreja antiga para a construção de uma nova igreja mais tudo isso no mesmo local, na década de 70 ocorreu a tão esperada inauguração da Matriz de São Pedro. Ao longo dos anos a igreja vem passando por reformas, porem desde 2011 a igreja passa por uma grande reforma em sua estrutura. Em 29 de outubro de 2019 a igreja foi reinaugurada com a presença do Dom Luiz Antônio Cipolini.

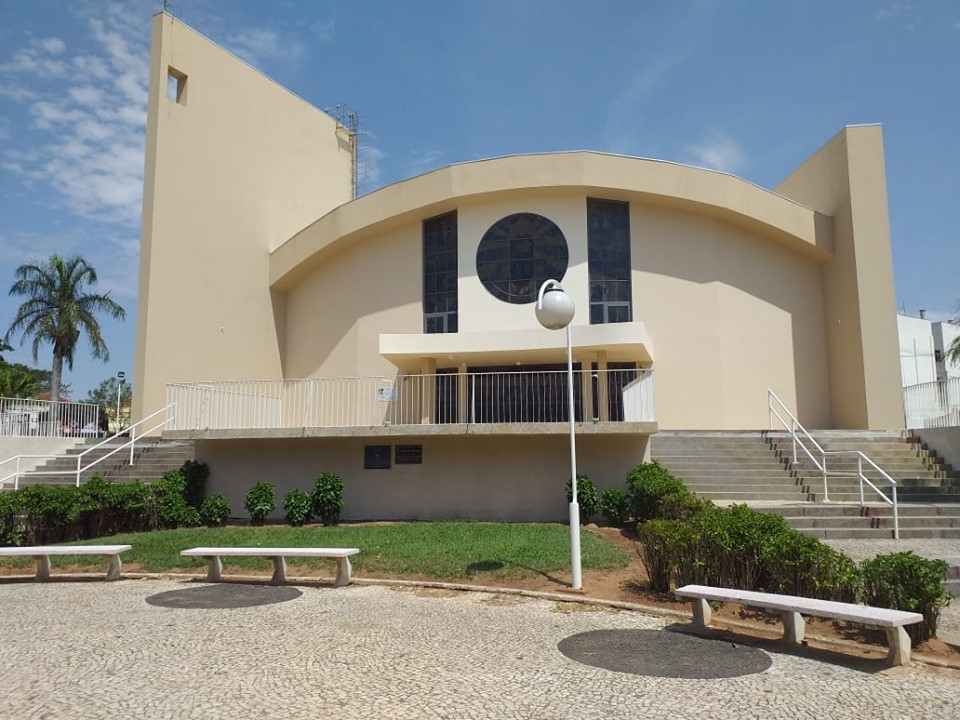
Igreja Matriz de Garça em 2019

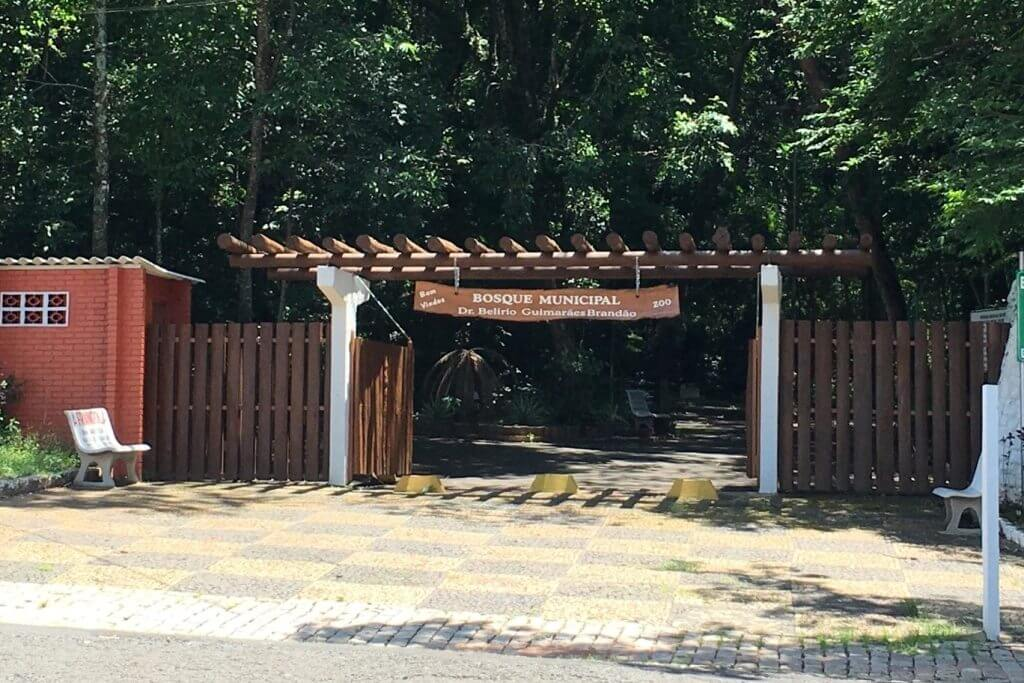

### Bosque Municipal e Mini Zoo Dr. Belírio Guimarães Brandão
O Bosque Municipal possui 18,50 hectares de Mata Atlântica preservada dentro da cidade. Possui ainda o Minizoo, uma Locomotiva, parque infantil (playground), espaço para piquenique, espaço para educação ambiental feita por funcionário da Secretaria de Agricultura e Meio Ambiente, sob agendamento. Trilhas acabadas com cerca de 1 km, no entanto, ainda não utilizada devido a necessidade de manter o espaço adequado para os animais do minizoo. O Minizoo encontra-se dentro do Bosque Municipal e é uma atração para crianças. Aves, jabutis, macacos, raposa são atrações do Minizoo. Localizado na  Rua Vital Soares, nº 670 em Vila Williams. 

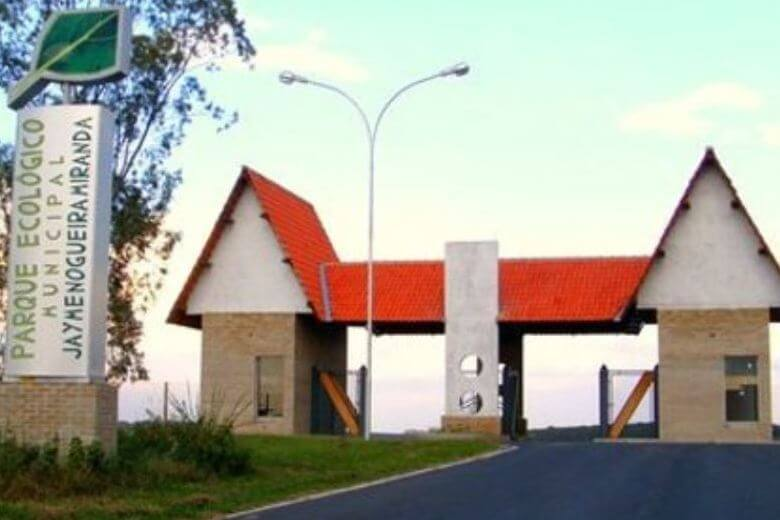

### Parque Ecológico Municipal Jayme Nogueira Miranda
Parque ecológico de gestão municipal, possui campo de rugby com dimensões oficiais e campo de beisebol. Possui ainda sanitários feminino e masculino, ponto de água potável, uma pista de wheeling. No parque há um espaço em regime de concessão concedida a Associação Kart Clube de Garça que funciona um Kartódromo (Lei nº 4248 de 26 de agosto de 2008; Kartódromo Rafael "Ié" Marangão).

### Lago Artificial Prof. J.K Williams
Lugar de boa movimentação para atividades de lazer, onde fica situado o Bosque das Cerejeiras (1000 árvores, aproximadamente), Jardim Oriental, Tori (é um portal que representa para aquele que entra em um templo Xintoísta uma separação do mundo físico do espiritual, um símbolo de muito poder e fé para os povos orientais). Pedalinho, Concha acústica, pista de skate. Possui ainda próximo ao Lago tem restaurantes e lanchonetes que funcionam no período noturno e uma base comunitária de segurança do Lago da Polícia Militar. Possui bancos, sinalização descritiva, bebedouro (Ponto de água potável), banheiros e pista para caminhada.

### Esportes
Atualmente Garça conta com uma equipe semiprofissional de rugby (Brutus Garça Rugby) que disputa a Liga do Oeste Paulista (LOPAR), conta também com o time profissional de basquete, o Garça Basquete, que depois de um longo período voltou à atividade, e conta com equipes amadoras no futsal e vôlei, tais como o Garça Futsal e o Garça Voleibol. Conta com a antiga equipe de futebol profissional, o Garça Futebol Clube e a atual equipe Garça Atlético Clube, e antigamente com o clube de Futsal da Cidade, o RCG/Garça/Umbro, que revelou vários jogadores para grandes clubes. A cidade possui diversas praças esportivas como dois estádios de futebol (Toyotão e Platzec), seis ginásios de esportes, diversas quadras de futsal, basquete e vôlei, e campos de futebol.

## Pessoas ilustres
- Albano Vizotto, consagrado pintor e escultor.
- Estevam Galvão, político: vereador, prefeito, deputado estadual e federal.
- José Nello Marques, jornalista e radialista.
- Júlio Endi Akamine, arcebispo da Igreja Católica e primeiro nipo-brasileiro nomeado bispo no Brasil.
- Laís Elena, jogadora de basquete da seleção brasileira.
- Omar Aziz, senador da República.
- Rafael Brandão, um dos principais fisiculturistas do Brasil e top 20 do mundo.[20][21]
- Roberto Carlos, lateral-esquerdo, grande nome do futebol brasileiro.
- Waldir Peres, goleiro, outro grande nome do futebol brasileiro.
- William Dib, político: secretário municipal de saúde, vereador, vice-prefeito, prefeito, deputado federal e presidente da Anvisa.

## Religião
O Cristianismo se faz presente na cidade da seguinte forma:

### Igreja Católica
- Paróquia São Pedro Apóstolo e Paróquia Santuário Nossa Senhora de Lourdes, pertencentes à Diocese de Marília.[23]

### Igrejas Evangélicas
- Assembleia de Deus Ministério do Belém - Campo de Marília.[24][25]
- Congregação Cristã no Brasil.[26]
- Vida Plena Church
- Paz Church
- Vida Community